# Kościół Zwiastowania Marii Panny w Ołomuńcu
Kościół Zwiastowania Marii Panny – kościół klasztorny zakonu kapucynów w Ołomuńcu na Morawach. Znajduje się w południowo-wschodnim narożniku ołomunieckiego Dolnego Rynku (czes. Dolní náměstí).
Kapucynów sprowadził do Ołomuńca już w 1615 r. tutejszy biskup, kardynał Franciszek z Dietrichsteinu (czes. František z Dietrichštejnu). Po zniszczeniu w czasie wojny trzydziestoletniej pierwszego klasztoru, usytuowanego poza murami miejskimi, nowy klasztor i kościół, utrzymane już w stylu wczesnego baroku, zostały zbudowane w latach 1655-1661 wewnątrz miasta. Kościół został wzniesiony jako prosta, bezwieżowa, jednonawowa świątynia z prostopadle zamkniętym prezbiterium i dwoma bocznymi kaplicami. Był jedną z pierwszych budowli sakralnych, wzniesionych na terenie miasta po zakończeniu szwedzkiej okupacji z lat 1642-1650. Powstał na miejscu uliczki, prowadzącej na Dolny Rynek i 21 wyburzonych domów, stojących pierwotnie przy niej.
Nawa świątyni nakryta jest sklepieniem kolebkowym z lunetami, dwie kaplice boczne – sklepieniami krzyżowymi. Prosta, gładka fasada główna kościoła z wysokim, trójkątnym szczytem stanowi charakterystyczną dominantę urbanistyczną południowej pierzei Dolnego Rynku. Ozdobiona jest mozaiką przedstawiającą scenę Zwiastowania, umieszczoną centralnie nad głównym portalem, autorstwa J. Benědika. Zastąpiła ona  w 1972 r. pierwotnie znajdujący się tu fresk autorstwa Jana Köhlera. Na kamiennym portalu wejściowym widnieje data rozpoczęcia budowy świątyni – rok 1655.